# María Vela y Cueto
María Vela y Cueto (ur. 5 kwietnia 1561 w Cardeñosa, zm. 24 września 1617 w Ávila) – hiszpańska zakonnica w klasztorze cystersek świętej Anny w Ávili. Mistyczka chrześcijańska. Czcigodna Służebnica Boża.

## Biografia
Urodziła się w rodzinie arystokratycznej. Jej rodzicami byli Don Diego Alvareza i Cueto oraz Doña Ana de Aguirre. Miała czworo rodzeństwa. Jej rodzina odznaczała się żywą religijnością. W wieku piętnastu lat Maria Vela wstąpiła do cysterskiego klasztoru świętej Anny w Ávili, w którym przebywała do końca życia.
W klasztorze pełniła funkcję organistki, dyrygentki chóru i oraz instrumentalistki. Była też krawcową. Oprócz tego przez wiele lat pełniła funkcję mistrzyni nowicjatu. W tym okresie doświadczać zaczęła licznych nadprzyrodzonych wizji i objawień mistycznych. Podczas modlitwy często pogrążała się w ekstazie i lewitowała. Słyszała również głos Jezusa, który do niej przemawiał.
Zmarła w opinii świętości w 1617 roku. Jej śmierci towarzyszyły wydarzenia nadprzyrodzone. Po jej śmierci klasztor stał się celem licznych pielgrzymek. Ciało zmarłej do dziś nie uległo rozkładowi.